# Паляничинська сільська рада
| Паляничинська сільська рада — колишній орган місцевого самоврядування у Фастівському районі Київської області з адміністративним центром у с. Паляничинці. Водоймища на території, підпорядкованій даній раді: річка Кам'янка. Сільській раді підпорядковані населені пункти: - с. Паляничинці |

## Склад ради
Рада складається з 14 депутатів та голови.

### Керівний склад ради
| ПІБ                      | Основні відомості                                                                       | Дата обрання | Дата звільнення |
| ------------------------ | --------------------------------------------------------------------------------------- | ------------ | --------------- |
| Христенко Любов Петрівна | Сільський голова, 1957 року народження, освіта, позапартійна                            | 26.03.2006   | 31.10.2010      |
| Жигайло Василь Павлович  | Сільський голова, 1947 року народження, освіта середня спеціальна, член Партії регіонів | 31.10.2010   |                 |

Примітка: таблиця складена за даними джерела